# Severstal Air Company

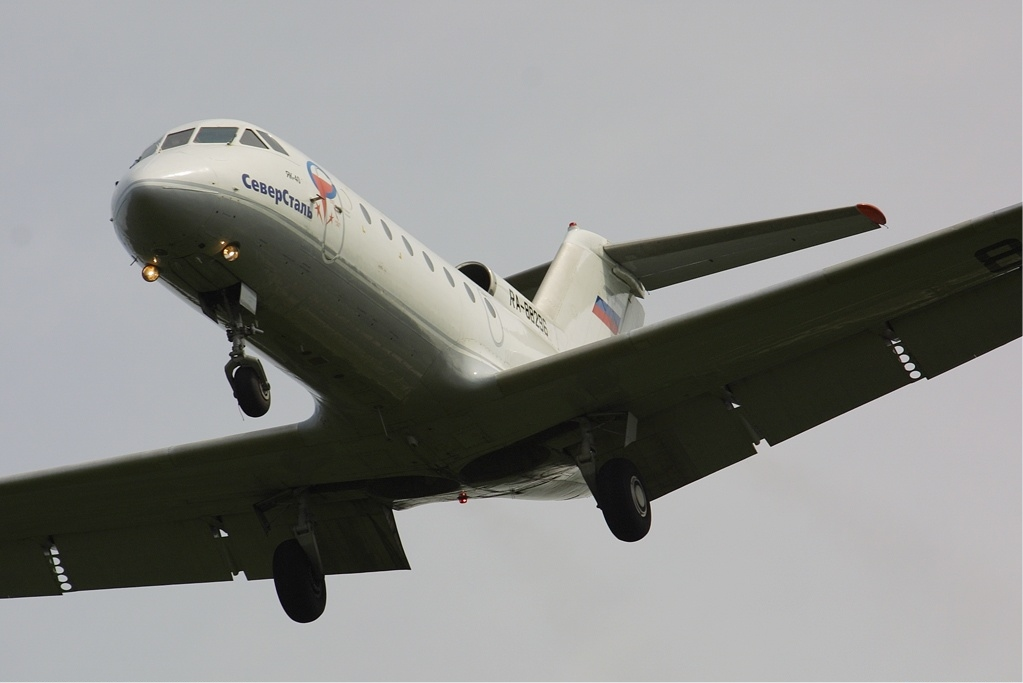
Yakovlev Yak-40

Severstal Aircompany (Северсталь) est une compagnie aérienne dont le siège social est situé dans l'aéroport de Tcherepovets dans le village de Botovo, dans le raïon de Tcherepovets, en Russie. 

## Flotte
La flotte de la Severstal Air Company comprend les avions suivants (en décembre 2019) :